# 모젤강
모젤강(프랑스어: Moselle,독일어: Mosel,룩셈부르크어: Musel)은 유럽 서부의 프랑스·룩셈부르크·독일을 흐르는 강이다. 라인강의 지류이다. 길이는 545 km, 유역면은 28,286 km2다. 1816년 협약에 따라 모젤강과 그 강의 유역(자우어강 및 우르강 포함)은 모두 독일과 룩셈부르크의 공동통치령으로 남아있다.
프랑스 동부의 보주산맥 고지에서 발원한다. 북쪽으로 흐르며, 로렌 지방을 적신다. 로렌의 중심지 메스를 지난 후, 룩셈부르크의 솅겐을 지나며, 독일로 들어와 트리어를 통과한다. 동북쪽으로 곡류를 이루며 흐르다가 코블렌츠에서 라인강의 왼쪽으로 합류한다. 주요 지류로 낭시에서 흘러오는 뫼르트강, 메스에서 합류하는 세유강, 벨기에에서 발원하여 룩셈부르크를 횡단하는 쉬르강(자우어강), 자르 지방에서 흘러오는 자르강 등이 있다. 서유럽의 대표적인 공업지대를 통과하는 강으로, 로렌 지방과 라인강을 이어주는 중요한 수로이다. 메스와 코블렌츠 사이는 운하가 별도로 개설되어 있으며, 또한 다른 여러 운하로 주변 강과 연결된다. 주변은 아름다운 경치로 유명하며, 백포도주의 명산지이다.